# Montedio Yamagata
El Montedio Yamagata (モンテディオ山形 Montedio Yamagata?) es un club de fútbol de Japón de la ciudad de Yamagata en la prefectura de Yamagata. Fue fundado en 1984 y juega en la J2 League.

## Historia

### NEC Yamagata SC (1984-1998)
El club fue fundado en 1984 como club de la empresa NEC Semiconductores Yamagata (subsidiaria local de la NEC Corporation). Ganó el ascenso a la antigua Japan Football League en 1994 y permaneció en ella hasta que pasó en 1999 a ser uno de los equipos fundadores de la J2 League. 

### Montedio Yamagata (1999-actualidad)
En el 2008 ascienden a la máxima categoría nipona por primera vez en su historia.

## Uniforme
- Uniforme titular: Camiseta azul y blanca (franjas verticales), pantalón azul, medias azules.
- Uniforme alternativo: Camiseta amarilla, pantalón amarillo, medias amarillas.

## Estadio
Juega sus partidos como local en el Estadio Yamagata Park, con capacidad para 20.315 personas.

## Jugadores

### Jugadores en préstamo
| Prestados |         |     |                 |         |                     |
| 22        | JPN !   | DEL | Shunta Nakamura | 26 años | Thespakusatsu Gunma |
| 16        | JPN !   | MED | Shuto Kitagawa  | 29 años | Giravanz Kitakyushu |
| 2         | Japón ! | DEF | Yu Tamura       | 32 años | Thespakusatsu Gunma |
| 33        | JPN !   | DEL | Ayumu Nagato    | 27 años | FC Maruyasu Okazaki |

### Jugadores destacados
La siguiente lista recoge algunos de los futbolistas más destacados de la entidad.
| - Hideyuki Nakamura - Hidetoyo Watanabe - Junji Sato (????-2001) - Jun Kokubo (1999-2003) - Kenji Takahashi (1994-2006) - Kosuke Harada (1998-1999) |

## Rivalidades

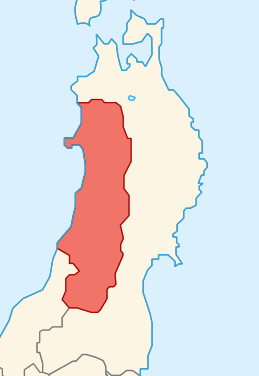
Provincia de Dewa

Derbi Tenchijin
El derbi Tenchijin toma su nombre de la serie histórica de televisión del mismo nombre emitida en 2009 por NHK, la prefectura de Yamagata y la de Niigata fueron escenario de dicha serie, por lo cual los enfrentamientos de los equipos más representativos de cada prefectura el Montedio Yamagata y el Albirex Niigata son conocidos con ese nombre.
Derbi de Michinoku
El derbi de Michinoku toma su nombre de la antigua provincia de Mutsu o Michinoku, actualmente corresponde a gran parte de la provincia de Tohoku, que también es conocida como Michinoku en la actualidad, este derbi enfrenta a los clubes más importantes de la región, Montedio Yamagata y Vegalta Sendai.
Derbi de Tohoku
El derbi de Tohoku considera a todos los enfrentamientos de los clubes de la región de Tohoku con excepción del derbi de Michinoku, es decir que en el participan el Vanraure Hachinohe, Grulla Morioka, Vegalta Sendai, Blaublitz Akita, Montedio Yamagata y Fukushima United. También existe un derbi de Tohoku en la JFL enfrentando al ReinMeer Aomori y el Sony Sendai.
Derbi de Dewa (Ōu Honsen)

La rivalidad con el Akita se conoce como derbi de Dewa por la antigua provincia que agrupaba sus respectivas prefecturas.